# Осада Мелильи (1774)
Осада Мелильи (1774) — попытка султаната Марокко (при британской поддержке) захватить испанскую крепость Мелилья на марокканском побережье Средиземного моря. Мухаммед бен Абдалла, тогдашний султан Марокко, обложил Мелилью в декабре 1774 года с большими силами марокканских войск и алжирских наемников. Город защищал небольшой гарнизон под командованием губернатора ирландского происхождения дона Хуана (Джона) Шерлока. Осада была снята испанским флотом, пришедшим в марте 1775 года.

## Ход кампании
Заручившись обещаниями британских субсидий и военной помощи для войны против Испании, Мухаммед бен Абдалла в 1774 году собрал армию из 40 000 человек с сильной артиллерией и начал бомбардировку Мелильи. С британской точки зрения, кампания была средством прощупать Испанию на предмет дальнейших, более амбициозных экспедиций в северном Марокко.
Испанские войска противостояли атакам в течение 100 дней, за это время по городу было выпущено около 12 000 снарядов. Султанской армии сопротивлялся также небольшой гарнизон в анклаве Пеньон-де-Велес-де-ла-Гомера под командой Флоренсио Морено.
В 1775 году военные грузы из Англии по пути в Мелилью были перехвачены и взяты испанским флотом. Испанские корабли подошли к осаждённому городу. В это же время турки начали посягать на восточные границы Марокко. Шерлок начал прорыв блокады, ситуация усугубилась ещё дезертирством алжирцев из армии бен Абдаллы. Мелилья была освобождена от осады в марте. Это событие отмечается в Испании как день Нуэстра-Сеньора-де-ла-Виктория (исп. Nuestra Señora de la Victoria, Богоматерь победы).

## Последствия
С подписанием мира в Аранхуэс 25 декабря 1780 года султанат Марокко признал испанское правление в Мелилье в обмен на территориальные уступки, сделанные Испанией. 
Предполагается, что осада Мелильи оказала влияние на ход Американской войны за независимость, поскольку поддержка Марокко Англией обострило её отношения с Испанией, и явилось ещё одним толчком к втягиванию последней в конфликт.